# NGC 183
NGC 183 je eliptická galaxie v souhvězdí Andromedy. Její zdánlivá jasnost je 12,6m a úhlová velikost 1,7′ × 1,1′. Je vzdálená 249 milionů světelných let, průměr má 125 000 světelných let. Galaxii objevil 5. listopadu 1866 Truman Henry Safford.

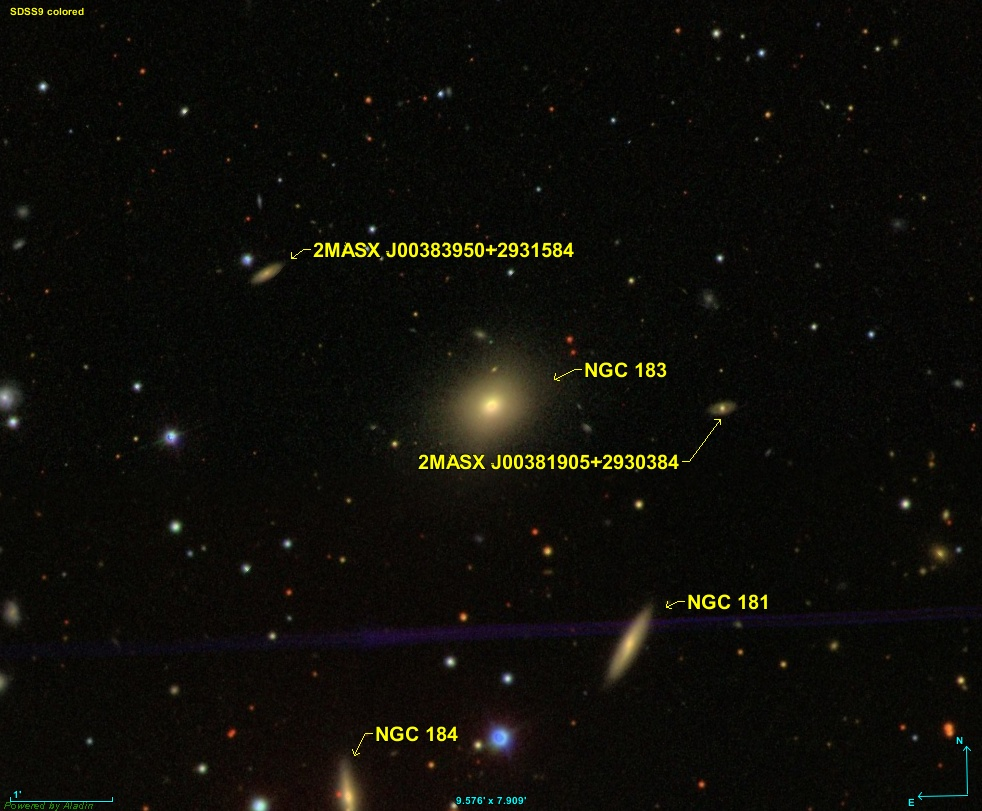
NGC 183 s okolními galaxiemi NGC 181 a NGC 184